# Navas del Rey
Navas del Rey é um município da Espanha na província e comunidade autónoma de Madrid, de área 50,8 km² com população de 2369 habitantes (2007) e densidade populacional de 43,01 hab/km².

## Demografia
| Variação demográfica do município entre 1991 e 2004 | Variação demográfica do município entre 1991 e 2004 | Variação demográfica do município entre 1991 e 2004 | Variação demográfica do município entre 1991 e 2004 |
| --------------------------------------------------- | --------------------------------------------------- | --------------------------------------------------- | --------------------------------------------------- |
| 1991                                                | 1996                                                | 2001                                                | 2004                                                |
| 1031                                                | 1440                                                | 1838                                                | 2196                                                |